# مرشدات ميانمار
مرشدات ميانمار هي المنظمة الإرشادية الوطنية في ميانمار. تأسست المنظمة في عام 2014 وهي حاليا عضو منتسب في الرابطة العالمية للمرشدات وفتيات الكشافة. تحوي المنظمة على 29،067 عضوا (اعتبارا من 2014).